# Villers-cotterêts-i rendelet

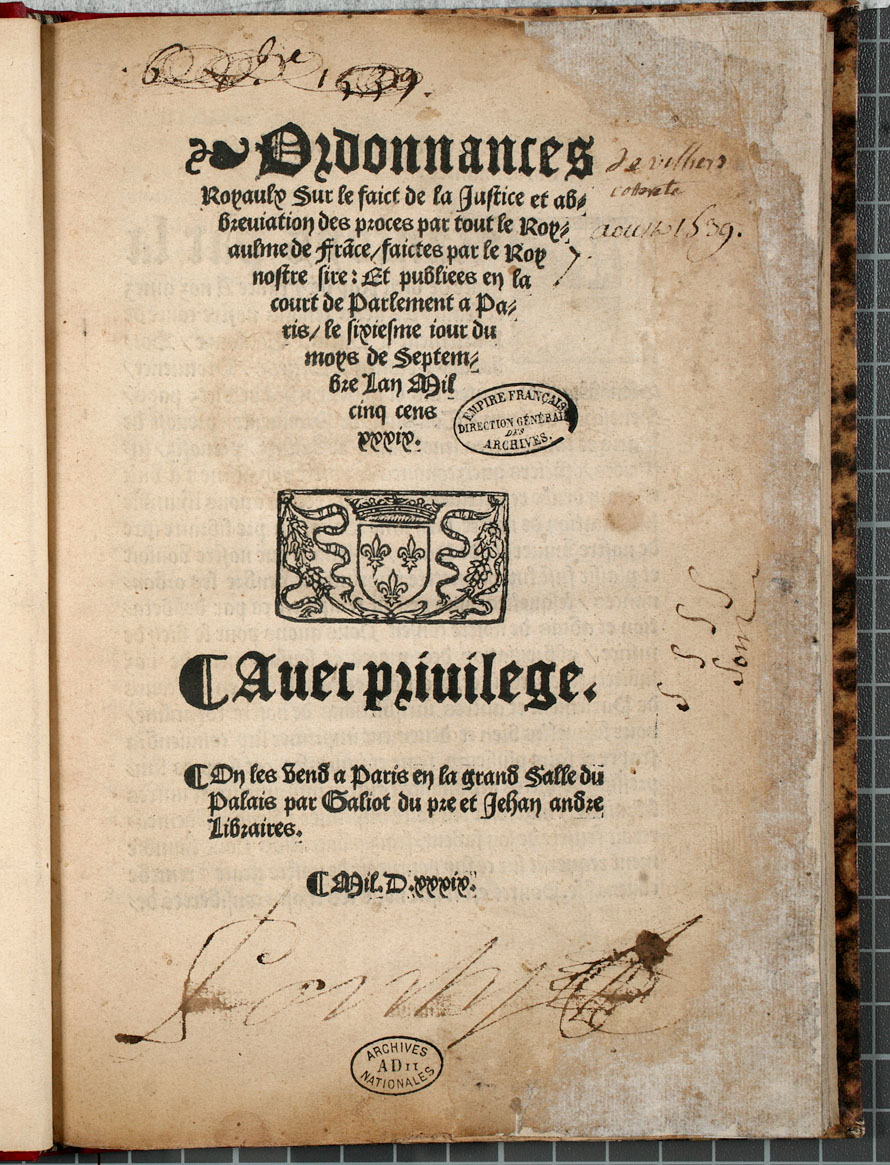
A rendelet 1539. szeptember 6-i hivatalos kiadásának a címlapja

A villers-cotterêts-i rendelet (franciául ordonnance de Villers-Cotterêts, néha édit de Villers-Cotterêts, francia kiejtés: kb. viler-kotre) a pikárdiai Villers-Cotterêts-ben 1539. augusztus 10. és 19. között I. Ferenc francia király által kiadott jogi aktus, pontos címmel Ordonnan du Roy sur le faict de Justice („Az igazságszolgáltatásról szóló királyi rendelet”). A régi neve Guillemine vagy Guillelmine („guillaume-i”), mert Guillaume Poyet kancellár készítette elő. A párizsi felsőbíróság (parlement) 1539. szeptember 6-án vette nyilvántartásba (enregistrement), vagyis nem emelt kifogást, így ettől a dátumtól lehetett rá hivatkozni a bíróság előtt.
Főleg arról híres, hogy a francia nyelv elsődlegességét és kizárólagosságát alapozta meg Franciaországban a hivatalos iratokban, ilyen értelemben ez a legrégebbi ma is érvényes francia jogi szöveg.

## A francia nyelv hivatalossá tétele

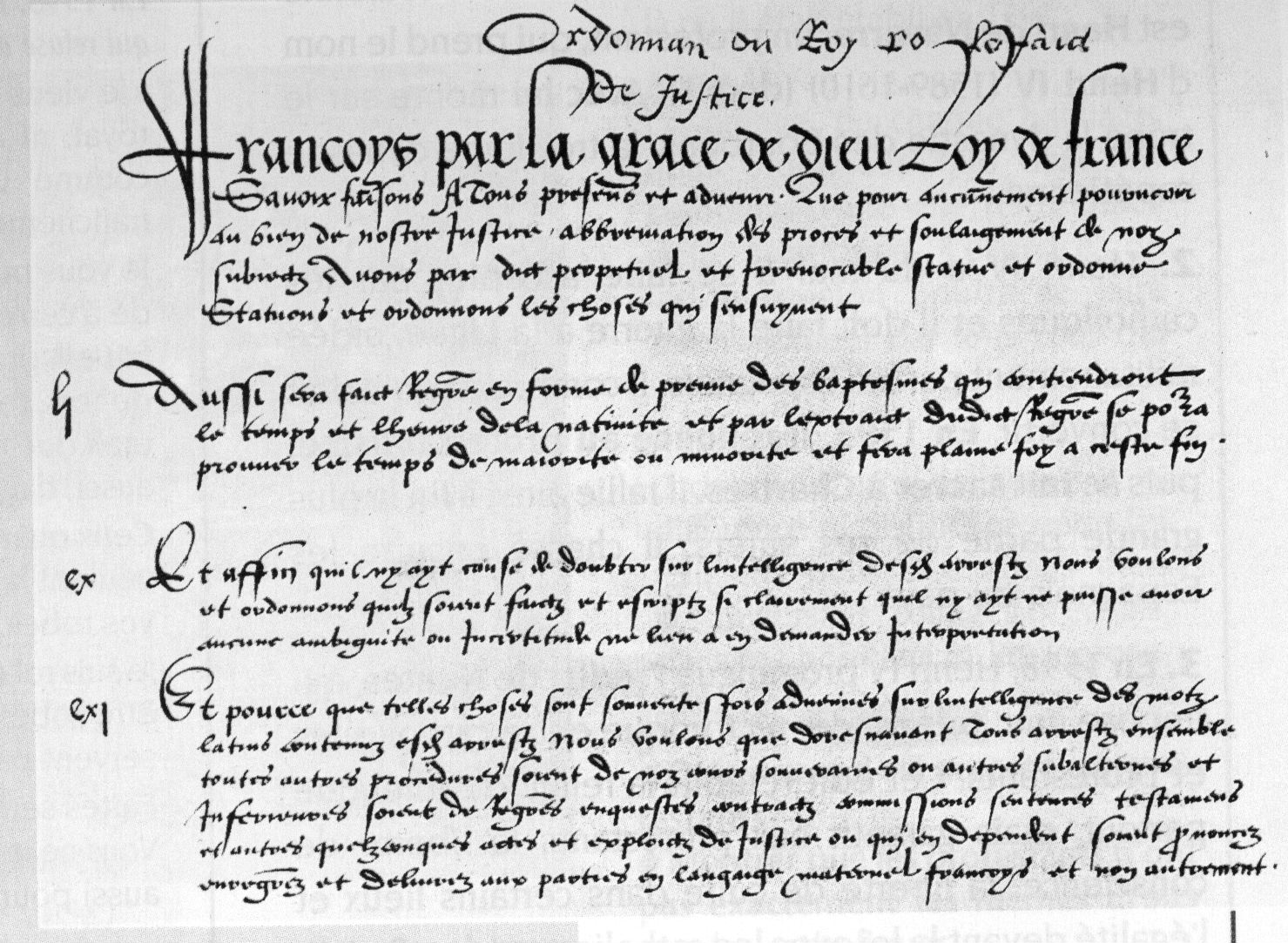
A villers-cotterêts-i rendelet előszava és a ma is fontos 51., 110. és 111. cikke, a „francia anyanyelven” kifejezéssel a végén (en langaige maternel francoys)

A 110. cikk kihangsúlyozza a közérthetőség fontosságát, a 111. cikk pedig úgy rendelkezik, hogy ennek érdekében az igazságszolgáltatás és a közigazgatás iratait „francia anyanyelven és nem másképp” kell megszövegezni (en langaige maternel francoys et non autrement). Így lett a latin helyett a francia nyelv a jog és az adminisztráció hivatalos nyelve.
Elzászban, miután bekebelezte Franciaország, nem érvényesült ez a rendelkezés a vesztfáliai és nijmegeni békeszerződések értelmében, hanem az egyházi anyakönyveket továbbra is latinul vezették a katolikusok és németül a lutheránusok a francia forradalomig.

### Eltérő értelmezései
A rendelet korában – és utána is még évszázadokon keresztül – a Párizs környéki Île-de-France tartományon kívül csak a felső rétegek (nemesek, egyházi személyek) és a kereskedők beszéltek franciául, miközben a nép főleg az újlatin galloromán nyelvek (északon langue d'oïl, délen langue d'oc) és más nem újlatin nyelvek (breton, baszk) különböző nyelvjárásait használta (patois). Ezért úgy is értelmezhető a „francia anyanyelv” (langaige maternel francoys) kifejezés a rendeletben, hogy eredetileg más franciaországi anyanyelvet is jelenthetett, ahogy előzőleg más királyi rendeletek is a helyi anyanyelvekkel helyettesítették a latint a jogi iratokban:
- 1490-ben VIII. Károly alatt a Moulins-i rendelet 101. cikke szerint Languedocban „anyanyelven vagy francia nyelven” kell vezetni a kihallgatási jegyzőkönyvet,
- 1510-ben XII. Lajos olyan rendeletet adott ki, amely szerint írott jogú vidéken (Dél-Franciaországban) „népi és helyi nyelven” kell vezetni a bírósági tárgyalás jegyzőkönyvét,
- 1535-ben maga I. Ferenc a burgundi Is-sur-Tille-ben kiadott rendeletével kiterjesztette Provence-ra az 1510-es rendeletet.[7]

Ebben a szellemben döntötte el később, 1790-ben, a francia forradalom idején a Nemzetgyűlés, hogy helyi nyelvre fordíttatják a törvényeket, bár 1792 után abbamaradt ez a költséges kezdeményezés.
Ennek ellenére, még ha eleinte esetleg szándékosan is volt kétértelmű a „francia anyanyelv” kifejezés, a törvény alkalmazói a későbbiekben ezt már valóban csak a francia nyelvre értették, s ezzel folytatódott a régóta létező nyelvi központosítási folyamat:
- 1330-ban VI. Fülöp kancelláriája a francia nyelvet választotta,
- V. Károly alatt (1364–1380) már francia nyelvű az iratok nagy része,
- miután 1444-ben állandósult a toulouse-i felsőbíróság (parlement), ott már nem okcitán, hanem francia nyelven vezették a tárgyalás jegyzőkönyvét.[11]

Később, a francia forradalom idején az eredeti nyelvi egyenlőség után a Konvent végül szintén úgy döntött a II. év thermidor 2-i rendelettel (1794. július 20.), hogy hivatalos iratban csak a francia nyelv használható.

### Mai érvényessége
A mai Franciaországban a rendeletnek az az értelmezése található a jogban, amely szerint az egyetlen hivatalos nyelv a francia. Így 1992-ben az angol nyelv uniós használatától tartva a maastrichti szerződés ratifikálásához szükséges alkotmánymódosítás alkalmából bekerült a francia alkotmány 2. cikk elejébe, hogy „A [Francia] Köztársaság nyelve a francia nyelv”. Ez megakadályozza többek között a regionális vagy kisebbségi nyelvek európai kartájának ratifikálását, mivel a francia alkotmánybíróság (Conseil constitutionnel) döntése értelmében ellentétes az alkotmány új 2. cikkével, hogy ez a karta „nemcsak a magánéletben, hanem a közéletben is a franciától eltérő nyelv használatára való jog elismerésére irányul”.
A rendelet még a francia semmítőszék (Cour de cassation) ítélkezési gyakorlatába is bekerült, miután az 2011-ben elfogadta azt a bírói indoklást, hogy „az 1539. augusztus 25-i villers-cotterêts-i rendelet megalapozza a francia nyelvnek a francia bíróságok előtti elsődlegességét és kizárólagosságát”.

## Egyéb rendelkezések
A rendeletnek más rendelkezései is emlékezetesek:
- az 51. cikk kötelezővé teszi az egyházi anyakönyvezést: „jegyzék lesz bizonyítékképpen a keresztelésekről, amely a születés idejét tartalmazza”,[15]
- a 168. cikk említi először a francia jogban a jogos védelmet: „semmi kegyelmet vagy büntetéselengedést ne adjanak, kivéve igazságosat, vagyis annak a gyilkosnak, aki saját személyének megmentése és megvédése érdekében kényszerült gyilkolni”.[16]